# Mimosa robusta
Mimosa robusta là một loài thực vật có hoa trong họ Đậu. Loài này được R. Grether mô tả khoa học đầu tiên năm 2000.